# Zaimek w języku łacińskim
Zaimek w języku łacińskim – znaczenie, deklinacja i użycie zaimków osobowych, zwrotnych, względnych i wskazujących w łacinie.

## Zaimki osobowe
Odmiana zaimka osobowego. Zaimka se będącego zaimkiem zwrotnym, używa się tylko w odniesieniu do trzeciej osoby liczby pojedynczej, dla innych osób używa się odpowiednich zaimków osobowych.
| Singularis | Singularis | Singularis | Singularis | Pluralis                      | Pluralis                      | Pluralis |
| Casus      | ego        | tu         | –          | nos                           | vos                           |          |
| ---------- | ---------- | ---------- | ---------- | ----------------------------- | ----------------------------- | -------- |
| G          | mei        | tui        | sui        | nostri (nas), nostrum (z nas) | vestri (was), vestrum (z was) |          |
| D          | mihi       | tibi       | sibi       | nobis                         | vobis                         |          |
| Acc        | me         | te         | se         | nos                           | vos                           |          |
| Abl        | me, mecum  | te, tecum  | se, secum  | nobis, nobiscum               | vobis, vobiscum               |          |

## Zaimki dzierżawcze
| meus, mea meum → mój           | tuus, tua, tuum → twój         | suus, sua, suus → jego, jej |
| noster, nostra, nostrum → nasz | vester, vestra, vestrum → wasz | suus, sua, suus → jego, jej |

Zaimki dzierżawcze odmieniają się jak przymiotniki I i II deklinacji. Zaimek meus ma formę wołacza mi: mi fili → mój synu.

## Zaimek określający
Odpowiada polskiemu zaimkowi ten, ta, to, on, ona, ono:
| Singularis | Singularis | Singularis | Singularis | Pluralis   | Pluralis  | Pluralis  |
| Casus      | Masculinum | Femininum  | Neutrum    | Masculinum | Femininum | Neutrum   |
| ---------- | ---------- | ---------- | ---------- | ---------- | --------- | --------- |
| N          | is         | ea         | id         | ei (ii)    | eae       | ea        |
| G          | eius       | eius       | eius       | eorum      | earum     | eorum     |
| D          | ei         | ei         | ei         | eis (iis)  | eis (iis) | eis (iis) |
| Acc        | eum        | eam        | id         | eos        | eas       | ea        |
| Abl        | eo         | ea         | eo         | eis (iis)  | eis (iis) | eis (iis) |

Podobnie odmienia się zaimek idem, eadem, idem o znaczeniu ten sam, ta sama, to samo. Przyrostek -dem nie odmienia się. Ponadto m przed d zmienia się w n, np. eorundem

## Zaimek wskazujący
Istnieją trzy typy zaimków wskazujących:
- hic, haec, hoc – w znaczeniu ten, ten bliższy, ten obecny
- iste, ista, istud w znaczeniu ten, ten mój
- ille, illa, illud w znaczeniu tamten, ów

### hic,haec,hoc
Zaimek wskazujący hic, haec, hoc odpowiada polskiemu zaimkowi ten, ta, to, ten bliższy:
| Singularis | Singularis | Singularis | Singularis | Pluralis   | Pluralis  | Pluralis |
| Casus      | Masculinum | Femininum  | Neutrum    | Masculinum | Femininum | Neutrum  |
| ---------- | ---------- | ---------- | ---------- | ---------- | --------- | -------- |
| N          | hic        | haec       | hoc        | hi         | hae       | haec     |
| G          | huius      | huius      | huius      | horum      | harum     | horum    |
| D          | huic       | huic       | huic       | his        | his       | his      |
| Acc        | hunc       | hanc       | hoc        | hos        | has       | haec     |
| Abl        | hoc        | hac        | hoc        | his        | his       | his      |

### ille, illa,illud
Zaimek wskazujący o znaczeniu ów, tamten. Może mieć znaczenie ogólnie znany albo ujemne osławiony. Podobnie odmieniają się zaimki iste, ista, istud no znaczeniu ten mój, ten twój oraz ipse, ipsa, ipsum o znaczeniu onj sam, on właśnie
| Singularis | Singularis | Singularis | Singularis | Pluralis   | Pluralis  | Pluralis |
| Casus      | Masculinum | Femininum  | Neutrum    | Masculinum | Femininum | Neutrum  |
| ---------- | ---------- | ---------- | ---------- | ---------- | --------- | -------- |
| N          | ille       | illa       | illud      | illi       | illae     | illa     |
| G          | illius     | illius     | illius     | illorum    | illarum   | illorum  |
| D          | illi       | illi       | illi       | illis      | illis     | illis    |
| Acc        | illum      | illam      | illud      | illos      | illas     | illa     |
| Abl        | illo       | illa       | illo       | illis      | illis     | illis    |

## Zaimki względne
Odpowiada polskiemu zaimkowi który, która, które. Podobnie odmieniają się złożenia, np. quidam → pewien, jakiś, przy czym przyrostek nie odmienia się:
| Singularis | Singularis | Singularis | Singularis | Pluralis   | Pluralis  | Pluralis |
| Casus      | Masculinum | Femininum  | Neutrum    | Masculinum | Femininum | Neutrum  |
| ---------- | ---------- | ---------- | ---------- | ---------- | --------- | -------- |
| N          | qui        | quae       | quod       | qui        | quae      | quae     |
| G          | cuius      | cuius      | cuius      | quorum     | quarum    | quorum   |
| D          | cui        | cui        | cui        | quibus     | quibus    | quibus   |
| Acc        | quem       | quam       | quod       | quos       | quas      | quae     |
| Abl        | quo        | qua        | quo        | quibus     | quibus    | quibus   |

## Zaimek pytający
Istnieją następujące zaimku pytające:
- rzeczownikowy quis, quid o znaczeniu kto? co?
- przymiotnikowy qui, quae, quod o znaczeniu który? odmieniający się jak zaimek względny.
- przymiotnikowy uter, utra, utrum o znaczeniu: który z dwóch?

### zaimekquis,quid
Odpowiednik polskiego zaimka kto? co? Tak samo odmieniają się złożenia, np. aliquis, aliquid → ktoś, coś
| N    | quis quid   |
| G    | cuius       |
| D    | cui         |
| Acc  | quem? quid? |
| Abl. | quo?        |

## Zaimkinullus,nemo,nihil
Zaimki te odpowiadają polskim: żaden, nikt, nic:
| Singularis | Singularis | Singularis | Singularis | Pluralis   | Pluralis  | Pluralis |
| Casus      | Masculinum | Femininum  | Neutrum    | Masculinum | Femininum | Neutrum  |
| ---------- | ---------- | ---------- | ---------- | ---------- | --------- | -------- |
| N          | nullus     | nulla      | nullum     | nulli      | nullae    | nulla    |
| G          | nullius    | nullius    | nullius    | nullorum   | nullarum  | nullorum |
| D          | nulli      | nulli      | nulli      | nullis     | nullis    | nullis   |
| Acc        | nullum     | nullam     | nullum     | nullos     | nullas    | nulla    |
| Abl        | nullo      | nulla      | nullo      | nullis     | nullis    | nullis   |

Nemo, nihil odpowiadają polskim zaimkom nikt, nic:
| N   | nemo    | nihil     |
| G   | nullius | nulli rei |
| D   | nemini  | nulli rei |
| Acc | neminem | nihil     |
| Abl | nullo   | nulla re  |